# 阿蒙森海

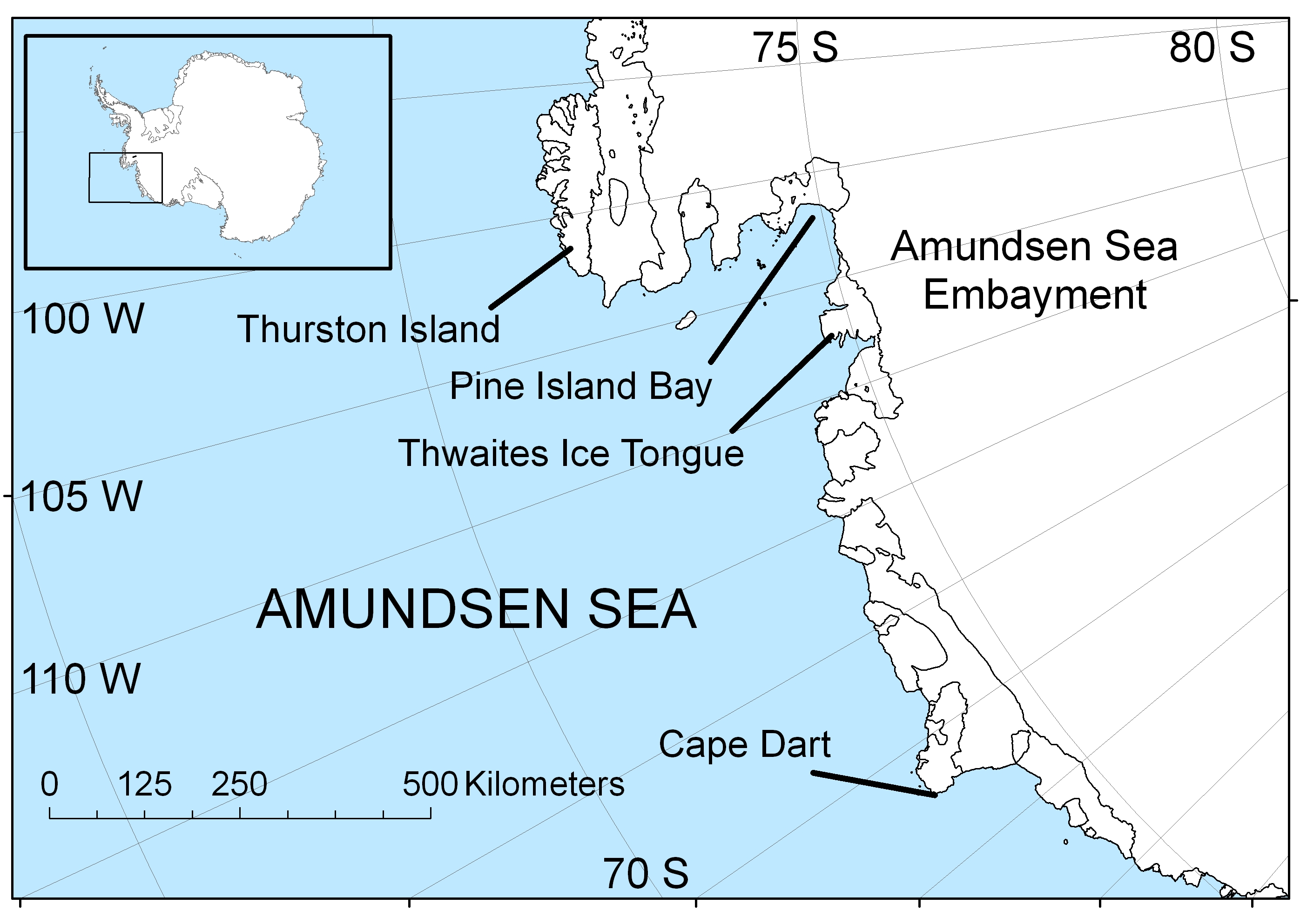
阿蒙森海位置

73°S 112°W / 73°S 112°W
阿蒙森海（英語：Amundsen Sea）是南冰洋的一部分，靠近南极洲边缘的玛丽伯德地。为纪念著名的极地探险家罗尔德·亚孟森，这片海域在1929年以他的名字命名。阿蒙森海东临别林斯高晋海，西面为罗斯海，其大部分被冰雪覆盖，冰层的平均厚度达到3公里。